# Fire Your Guns
«Fire Your Guns» es una canción y un sencillo del grupo australiano de hard rock AC/DC. Fue el segundo sencillo de uno de sus álbumes de estudio más famosos, The Razors Edge, lanzado en 1990 por Atco Records. La canción fue escrita por Angus Young, Malcolm Young y Brian Johnson.

## Estilo
Toda la canción gira en torno a un riff de guitarra muy rápido compuesto por Angus Young y toda la canción corre a gran velocidad. 
La canción fue tocada en vivo a menudo en memorables conciertos de la banda, tal como el concierto en la ciudad escocesa de Donington y fue incluida en el álbum en directo Live, pero solo en la versión de doble CD y también en la versión DVD de Live at Donington.

## Lista de canciones
Todas las letras escritas por Angus Young y Malcom Young, toda la música compuesta por AC/DC. 
| Lanzamiento promocional |        |          |  |
| N.º                     | Título | Duración |  |

## Personal
- Brian Johnson – vocalista
- Angus Young – guitarra solista
- Malcolm Young – guitarra rítmica, coros
- Cliff Williams – bajo, coros
- Chris Slade – batería